# Echeveria megacalyx
Echeveria megacalyx är en fetbladsväxtart som beskrevs av Walther. Echeveria megacalyx ingår i släktet Echeveria och familjen fetbladsväxter. Inga underarter finns listade i Catalogue of Life.